# Kerkhof van Aizecourt-le-Bas
Het kerkhof van Aizecourt-le-Bas is een begraafplaats gelegen bij de kerk van Aizecourt-le-Bas in het Franse departement Somme.

## Militair graven
De begraafplaats telt 3 geïdentificeerde Gemenebest graven uit de Eerste Wereldoorlog. De militaire graven worden onderhouden door de Commonwealth War Graves Commission, die het kerkhof heeft ingeschreven als Aizecourt-le-Bas Churchyard.